# Diathrausta harlequinalis
Diathrausta harlequinalis là một loài bướm đêm trong họ Crambidae.